# Juan Avendaño
Juan Bautista Avendaño Iglesias (Luanco, 29 januari 1961) is een voormalig Spaans tennisser. Hij is vooral bekend als captain in het Spaanse Daviscup-team.

## Prestatietabel
| Legenda | Legenda                          |
| ------- | -------------------------------- |
| g.t.    | geen toernooi gehouden           |
| l.c.    | lagere categorie                 |
| –       | niet deelgenomen                 |
| G       | uitgeschakeld in de groepsfase   |
| 1R      | uitgeschakeld in de eerste ronde |
| 2R      | uitgeschakeld in de tweede ronde |
| 3R      | uitgeschakeld in de derde ronde  |
| 4R      | uitgeschakeld in de vierde ronde |
| KF      | uitgeschakeld in de kwartfinale  |
| HF      | uitgeschakeld in de halve finale |
| F       | de finale verloren               |
| W       | het toernooi gewonnen            |
| w-v     | winst/verlies-balans             |

Avendaño speelde alleen in het enkelspel bij de grand slams.
| Toernooi        | 1982 | 1983 | 1984 | 1985 | 1986 | 1987 |
| --------------- | ---- | ---- | ---- | ---- | ---- | ---- |
| Australian Open | –    | –    | –    | –    | –    | –    |
| Roland Garros   | 3R   | 1R   | 1R   | –    | –    | –    |
| Wimbledon       | 1R   | 1R   | –    | –    | –    | 1R   |
| US Open         | –    | –    | –    | –    | –    | –    |